# The Hungry Earth
"The Hungry Earth" (KBS 더빙판: 사람을 삼키는 목구멍)는 영국의 SF 드라마 닥터 후 뉴 시즌 5의 여덟번째 에피소드로, 2010년 5월 22일 영국 BBC One에서 처음 방송되었다. 각본은 이전에 닥터후와 스핀오프 드라마 토치우드의 작가로 참여했던 크리스 칩널이 맡았다. 2부로 구성된 이야기의 제1부에 해당되며, 제2부 "Cold Blood"는 5월 29일에 방영되었다. 1984년 올드 시즌 에피소드 <Warriors of the Deep>에서 마지막으로 등장한 파충류꼴 인간형 외계 종족, 실루리안이 귀환하는 에피소드이다.
에피소드의 줄거리는 2020년 웨일스에서 나스린 초드리 (미라 사이얼 분)의 지휘로, 지구 깊숙한 곳으로 시추공을 뚫고 내려가다가 그 아래에 거주하던 실루리아 문명을 파괴하면서 사건이 시작된다. 지상의 습격에 실루리안들은 땅을 뚫고 나와 인근 마을 주민인 '모' (앨런 래글런 분)를 실험 대상으로 삼고, 그 아들 '엘리엇' (새뮤얼 데이비스)를 인질로 잡는다. 이 과정에 함께하기 위해 웨일스 마을로 올라갔던 실루리안 '알라야' (니브 매킨토시 분)도 붙잡히는 바람에, 인간과 실루리안 양측이 모두 인질을 사로잡으면서 교착 상태가 벌어진다.
이 에피소드는 총괄 프로듀서인 스티븐 모펏과 피어스 웽어가 크리스 칩널에게 연결하여 실루리안과 시추공을 소재로 한 2부작 에피소드의 집필을 맡아 달라고 요청하면서 제작되었다. 모펏은 작중 등장할 실루리안의 모습을 새로 디자인하기로 결정하고, 칩널과의 협력 과정을 통해 실루리안이 얼굴에 딱 맞는 가면을 썼다는 설정을 구축해냈다. 시즌5 전체 일정 가운데 네번째 블록으로 지정되어, 2009년 10월~11월 웨일스 라뉜노 (Llanwynno)에서 촬영됐다. 작중 알라야 역으로 출연한 리브 매킨토시는 이후 또다른 실루리안 캐릭터인 마담 바스트라로 복귀하게 되었다. 영국 첫방송 당시 BBC One과 BBC HD를 통해 649만 명이 시청하였으며, 평론가들로부터 엇갈린 평가를 받았다. 공포스러운 분위기가 높이 평가되는가 하면, 이야기가 매우 단순하다는 평가도 있었으며, 실루리안을 새로 디자인한 점에 동의할 수 없다는 평도 존재했다.

## 줄거리
2020년 영국 웨일스 남부, 어느 탄광에서 시추공 노동자로 일하던 모 (Mo)라는 남자가 야간 근무 중에 구멍 속 지하 세계로 끌려간다. 파충류처럼 생긴 인간형 종족, 실루리안들은 인류 이전에 지구를 지배했던 종족으로서 자신들의 고유 기술로 땅 속 세계를 개척해 놓았는데, 인간의 시추공이 그들의 영역을 침범했던 것이다. 다음 날 닥터, 로리와 함께 그곳을 방문한 에이미 폰드는 똑같은 지점에서 지하로 끌려간다. 11대 닥터는 에이미의 약혼자 로리에게 그녀를 다시 데려오겠다고 약속한다. 이후 지면으로부터 21km 넘는 지하에 위치한 실루리안 종족의 전사 계급이 수백만 년 만에 잠에서 깨어난다. 이어서 탄광 마을이 에너지 장막으로 막히게 되고, 세 명의 실루리안들이 지열 에너지를 이용해 지상으로 올라온다.
닥터와 로리는 실루리아인 중 한 명인 알라야(Alaya)를 제압하고, 나머지 두 명은 모의 아들 엘리엇을 사로잡아 지하로 퇴각한다. 심문 과정에서 알라야의 혀 속 독침에 모의 시아버지 토니가 부상을 당한다. 닥터는 양측이 서로 인질을 잡고 있어 실루리안들이 공세를 누그러뜨렸다는 사실을 깨닫는다. 알라야는 모든 실루리안들과 마찬가지로 지구가 여전히 자신들의 소유이며 시추 작업은 인간 측의 공격이었다고 믿어 의심치 않고 있었다. 닥터는 타디스를 타고 시추공 틈새 아래로 이동, 실루리안들과 대화를 나누며 휴전을 맺기로 결심한다. 닥터의 곁에는 시추 작업을 지휘하는 나스린 초드리 (Nasreen Chaudhry)가 동행한다. 실루리안들은 자기네 기술력으로 타디스를 지하로 끌어당기만 터널 체계의 밑바닥으로 떨어지고 만다. 닥터와 나스린은 땅 밑의 실루리안 정착지가 하나의 문명 수준을 이룩한 모습을 발견한다.
잠에서 깨어난 에이미는 자신이 실험용 테이블에 묶여 있다는 사실을 깨닫는다. 에이미의 곁에는 모도 붙잡혀 있었다. 모는 실루리안들이 본인을 '해부'하면서 정신을 차리게 됐다며 에이미에게도 똑같은 짓을 저지를 것이라고 밝힌다.

## 제작

### 각본과 캐스팅
총괄프로듀서 스티븐 모펏은 크리스 칩널에게 이번 시즌에서 작가로 복귀해 달라고 요청했다. 칩널은 닥터후 시즌 3 에피소드 "42"와 스핀오프 시리즈 토치우드의 일부 에피소드의 각본을 맡은 바 있다. 집필에 앞서 모펏과 공동 총괄 프로듀서 피어스 웽거는 칩널에게 실루리안의 개요와 드릴, 2부작이라는 전제를 제시하였다. 실루리안은 1970년 3대 닥터 시절 에피소드인 <Doctor Who and the Silurians>와 1984년 <Warriors of the Deep>에 악당으로 등장했던 외계 종족이었다. 소재 연구를 위해 칩널은 원작 소설인 <Doctor Who and the Cave Monsters>를 읽고, 상술한 올드 시즌의 에피소드를 시청하면서, 비전속 작가 맬컴 헐크가 TV 에피소드 내에선 할 수 없었던 것을 소설 집필과 함께 이뤄낸 점을 지적하였다. 에피소드 무대 설정과 관련해 칩널은 조그만 인간 마을과 그에 대조되는 실루리안 대도시를 그리기를 원했다. 실루리안이 다른 악당만큼 인기가 없고 자주 등장하지 않은 점을 고려한 모펏은 칩널에게 실루리안을 새로운 시청자들에게 데려올 것을 지시하였고, 칩널은 실루리안에 대해 아는 것이 없는 상태에서 시작하여 "한 번도 보지 못했을 사람들을 위해, 가능한 한 가장 흥미롭고도 무서운 방법"으로 소개하기로 결정하였다. 칩널은 바다와 육지를 오가는 실루리안 종족의 사촌뻘 종족인 바다악마 (Sea Devils)도 다시 데려오는 방안을 고려했으나, 두 괴물 종족을 한꺼번에 다루는 것은 까다로울 것이란 판단 하에, "실루리안 종족과 그들이 원하는 것을 아주 분명하게" 다룬 이야기를 집필하기로 결정하였다.
닥터와 동행자가 헤어지는 소재를 좋아하던 칩널은 이번 에피소드에서도 닥터의 동행자 에이미를 러닝타임 대부분에 걸쳐 등장시키지 않기로 결정하였다. 여기에 모펏은 시즌 중반에 닥터가 다른 사람들과 다르게 행동하는 모습을 보여주는 것이 적절하다고 판단했다. 이 과정에서 탄생한 장면으로, 에이미가 10년 후 로리와 함께 있는 자신에 관하여 닥터와 이야기하고, 그것이 정말 실현될지를 논하는 장면이 촬영되었으나 본편에서는 편집되고 닥터 후 컨피덴셜을 통해 일부가 공개되었다.
칩널은 에이미가 자리를 비운 에피소드라는 점에서 나스린이 사실상의 동행자가 되었다는 생각이 들었다고 밝혔다. 나스린 역으로 캐스팅된 미라 사이얼은 어렸을 적부터 닥터 후의 팬이었고 2005년 뉴 시즌 부활 이래 드라마 출연을 위해 노력해 왔던 차였기에, 처음 캐스팅 소식을 전해듣고 몹시 기뻐했다는 소감을 밝혔다. 사이얼은 자신의 배역 캐릭터에 대해 "매우 똑똑하고 혁신적인 지질학자"라면서 닥터와 만나 서로 간의 열정을 존경하면서 좋은 친구가 된다고 평가했다.

### 촬영과 특수 효과
제작에 앞서 모펏은 실루리안을 새로 디자인하길 바랬으며 특히 올드 시즌에서는 제3의 눈을 지니고 있는 모습에서 벗어나길 원했다. 이는 데브로스도 제3의 눈을 갖고 있다는 점, 뉴 시즌에서는 완전히 다른 모습이 되기를 바랐다는 점에서였다. 다만 같은 종의 다른 갈래라는 설정이 되었기에 올드 시즌의 실루리안들은 여전히 존재하게 되었다. 칩널은 새로 디자인된 실루리안에 대해 아름답다고 서술하였는데, 이는 곧 리디자인을 통해 탄생한 실루리안의 새 모습이 배우들의 특징을 포착하고 더 실감나는 연기를 펼침과 동시에 서로간에 차별화를 꾀할 수 있도록 하려는 의도였다. 이를 통해 인간과 실루리안이 어떤 면에서 비슷하고 다른지에 관한 주제를 2부작에 걸쳐 보완하리라고 보았다. 실제 촬영에는 실루리안의 외관 재현을 위한 애니메트로닉스 가면이 사용되었는데 이것의 제작비가 비쌌던 관계로, 엑스트라로 등장하는 실루리안들은 고정 가면을 착용하는 것으로 처리하여 실루리안 배우들이 전부 비싼 가면을 착용할 필요는 없게 되었다. 한편 칩널은 새로운 갈래의 실루리안 종족들은 혀에 독성이 있다는 또다른 설정을 추가하였다.
"The Hungry Earth" / "Cold Blood"는 시즌5 제작일정 가운데 네번째 블록으로 편성되었으며 2009년 10월 말~11월경 어퍼 보트 스튜디오와 웨일스 라뉜노 (Llanwynno)에서 촬영되었다. 사이얼은 인터뷰를 통해 로케이션 촬영이 먼저 진행됐다고 밝혔다. 작중 등장하는 탄광 드릴은 자동으로 움직이는 것이었으며 컴퓨터로 제어되는 것이었다. 에이미가 땅 밑으로 끌려가는 장면은 배우 캐런 길런이 상자 위에 서 있다가 돌로 된 칸막이 속으로 몸을 낮추는 식으로 연기하였다. 칸막이 입구에는 두 개의 고무 조각이 달려, 아래로 내려갈 때 크게 벌어지는 식이었으며 고무 위로는 토양층으로 지면을 꾸몄다. 캐런 길런은 연기 도중에 흙이 귀에 들어가지 않도록 테이프를 붙였다. 땅 속으로 빨려들어간다는 연기라는 게 처음에는 무서웠지만. 에이미도 같은 감정을 느낄 거라 예상하고, 자신의 두려움과 밀실공포증을 연기에 그대로 담았다고 캐런은 밝혔다.

## 방송과 평가
"The Hungry Earth"는 2010년 5월 22일 오후 6시 14분 영국 BBC One을 통해 처음 방송되었다. 직후에 편성된 드라마 <오더 더 레인보우>의 최종회를 앞두고 편성 시간대를 앞당긴 결과였다. 밤사이 시청자수 초반 집계는 BBC One에서만 총 439만 명이 시청한 것으로 나타났으며, 시청률은 30.8%로 집계됐다. 해당 통계로만 따지자면 "The Hungry Earth"는 2005년 뉴 시즌 시작 이래 가장 낮은 시청률을 기록한 에피소드였다. 최종 집계 시청자수는 총 649만 명으로, BBC One 시청자 601만 명, BBC HD 시청자 48만 명으로 나타났다. 2010년 5월 23일 일요일까지 끝나는 주에 방영된 프로그램 가운데 시청률 9위, 전체 채널 방영 프로그램 가운데 20위를 기록하였다. 시청 지수는 86점으로 '우수' 등급을 받았다.
"The Hungry Earth"는 2010년 8월 2일 "Amy's Choice", "Cold Blood"와 함께 영국에서 DVD, 블루레이로 출시되었다. 이후 2010년 11월 8일 시즌5 완전판 박스셋에 수록되어 재출시되었다.

### 평론가들의 반응
평론가들의 반응은 엇갈렸다. 가디언 지의 댄 마틴은 이번 에피소드가 "흥미로운 진퇴양난"을 설정한 동시에 많은 설정이 소개되었으나 "실제로는 그리 많은 일이 벌어지지 않은 것 같다"고 지적했다. 작중 등장하는 인간 가족들에 대해서도 비판적이었는데, 엘리엇과 나스린을 제외하고서는 이렇다 할 관심을 두지 못했다고 밝혔다. 그리고 에이미가 땅 속으로 끌려들어가는 장면은 "효과적이면서도 통렬했다"면서도, 나머지 러닝타임 동안 "폰드의 여정"이 바닥난 채로 나둬 버렸다고 지적하였다. 그러나 실루리안을 새로 디자인해, 기존의 얼굴을 일종의 가면처럼 대체한 설정에 대해서는 호평하였다.
데일리 텔레그라프의 게빈 풀러는 자신을 실망시키지 않았다는 점만으로 이번 에피소드에 만족한다는 평가를 내렸다. 닥터의 평화주의 성격, 그리고 몇 가지밖에 안 되지만 기억에 남는 에이미의 '악몽 같은' 장면을 보여주기로 한 결정을 높이 평가하였다. 그러나 미라 사이얼의 연기는 불호였으며, 실루리안의 새 모습이 너무 갑작스럽고, 원래 모습으로부터 선을 그었다면서 특히 제3의 눈이 사라진 점을 지적하였다.
라디오 타임스의 패트릭 멀컨은 이번 에피소드가 "매력적인 스토리텔링, 멋진 전개속도, 으스한 방향, 담대한 아이디어... 가까운 미래를 배경으로 한 조그만 지구, 신경 쓸만한 캐릭터 ... 세 주연을 위한 푸짐한 고기"와 더불어 "진짜 위기에 처한 동행자"의 면에서 "근본있는 클래식 닥터 후"처럼 느꼈다며 호평을 내렸다. 사이얼과 맷 스미스의 연기를 특히 칭찬한 멀컨은 새로운 모습의 실루리안에 대해서도 만족한다면서 오래된 것들은 "오늘날 보기엔 우스꽝스러울 것"이라 평가했다. 올드 시즌에 출연한 피터 홀리데이의 목소리가 그립긴 했지만 이번에 출연한 니브 매킨토시에게 적응했다고도 밝혔다.
AOL의 TV 평론가 브래드 트레착은 지난 역사에 걸친 분쟁과 인간-실루리아 간의 분쟁을 비교할 수 있다는 점에서 긍정적이었지만, 에피소드 자체는 "기회의 낭비"라 평가했다. "공포보다는 서스펜스와 모험이 더했다"는 감상을 받았으며 좀 더 무서웠으면 어땠을까란 생각이 들었다고 밝혔다. 또 에피소드가 매우 단순했는데, 실루리안을 다시 소개한 게 아니고 또 그럴 기미도 없이 그냥 전체 줄거리의 일부로 삼아 버렸다고 지적했다.
IGN의 맷 웨일스는 이번 에피소드를 10점 만점에 8점으로 매기며 "얇지만 만족스러운 성공"이라 평했다. 그는 내러티브가 깊이가 없고 단순하지만, "강력한 조연"과 "공감되는 캐릭터"가 "상쾌하게 몰입되는 이야기"를 만들었다고 말했다. 또 맷 스미스가 맡은 닥터가 훌륭한 연기를 펼쳤다며, 에이미가 없는 상태에서 이야기를 이끈 점도 호평하였다.
SFX 지의 이언 베리맨은 이번 에피소드에 별 5개 중 3개를 매겼는데, 대체로 실루리안의 새 모습에 관해 불만을 나타냈지만, "악랄한 혀 채찍"과 코스튬에 대해선 긍정적으로 평가했다. 또한 각본이 투박하며 기술적인 측면에 대해서도 의문을 제기하였다. 하지만 에이미가 땅 속으로 끌려들어가는 장면은 물론, 알라야가 묘지에서 엘리엇을 사냥하는 모습, 닥터와 엘리엇의 소통 장면은 높이 평가했다.

## 참고
1. ↑  이 말을 하는 시점에서 모는 아직 살아 있었기 때문에, 정확히는 생체 해부였던 것으로 보인다.